# Tachlovice
Tachlovice település Csehországban, Nyugat-prágai járásban. Tachlovice Vysoký Újezd, Mezouň, Dobříč, Chýnice és Nučice településekkel határos. Lakosainak száma 949 fő (2024. január 1.).

## Népesség
A település lakosságának változását az alábbi diagram mutatja:
| Lakosok száma | 614  | 778  | 929  | 656  | 547  | 529  | 893  | 895  | 926  | 949  |
|               | 1869 | 1890 | 1921 | 1950 | 1980 | 2001 | 2017 | 2019 | 2022 | 2024 |